# Gina Oselio

Gina Oselio in der Titelrolle der Oper Carmen an der Kungliga Operan 1891.

Gina Oselio (Geburtsname Ingeborg Mathilde Laura Aas) (geboren 19. November 1858 in Christiana; gestorben 4. Mai 1937) war eine norwegische Opernsängerin der Stimmlage Mezzosopran und Gesangslehrerin. Ihre Paraderolle war die Titelheldin in Georges Bizets Carmen.

## Leben
Gina Oselio wurde in Christiania (heute Oslo) als Tochter des Sattlers Even Pedersen Aas (1819–1897) und der Nicoline Engelstad († 1859) geboren. Ab ihrem 17. Lebensjahr erhielt sie, noch unter ihrem Mädchennamen Ingeborg Aas, Gesangsunterricht in ihrem Heimatland bei Fritz Arlberg (1830–1896) und ab 1877 bei Fredrika Stenhammar (1836–1880) in Stockholm. Ihr professionelles Operndebüt als Leonora in Donizettis La Favorita gab sie am 11. Dezember 1879 an der Königlich Schwedischen Oper. Im Jahr darauf begeisterte sie Oscar II. von Schweden und Norwegen mit ihrer Interpretation der Ortrud in Wagners Lohengrin, sodass er ihr weitere Studien in Paris bei der deutschen Opernsängerin und Musikpädagogin Mathilde Marchesi ermöglichte und sie zudem als „Königliche Hofsängerin“ auszeichnete.
Ab 1882 gastierte sie zunächst an vielen italienischen Opernbühnen und nahm hier den Künstlernamen Gina Oselio an. Später feierte sie große Erfolge an den Bühnen europäischer Hauptstädte. Zu Beginn der 1890er Jahre debütierte Gina Oselio am Christiania Theater und nahm nach der Hochzeit mit Bjørn Bjørnson eine wichtige Rolle im Musikleben Oslos ein. 1900 sang sie erneut die Partien in Carmen und Faust am neueröffneten Nationaltheatret. Zunehmende gesundheitliche Probleme ab 1903 und auch die Trennung von ihrem Mann führten zur schrittweisen Reduzierung ihrer solistischen Aktivitäten. Schließlich beendete sie 1917 ihre Gesangskarriere im Jahr ihres 40-jährigen Bühnenjubiläums.

## Auszeichnungen
Gina Oselio war Ehrenmitglied des Norwegischen Opernsängerverbands (norwegisch Norsk Operasangerforbund), Trägerin des Litteris et Artibus und des Ordre des Palmes Académiques.

## Familie
Sie heiratete am 4. Dezember 1893 den Schauspieler und Theaterregisseur Bjørn Bjørnson, Sohn von Bjørnstjerne Bjørnson; die Ehe wurde 1908 aufgelöst.